# Audrey Puello
Audrey Puello (10 de mayo de 1984) es una deportista dominicana que compitió en judo. Ganó una medalla de bronce en el Campeonato Panamericano de Judo de 2004 en la categoría de –63 kg.
En Oranjestad (Aruba), Puello incursionó en las artes marciales mixtas derrotando por nocaut a la venezolana María Cariaco el 26 de mayo del 2017.

## Palmarés internacional
| Campeonato Panamericano | Campeonato Panamericano       | Campeonato Panamericano | Campeonato Panamericano |
| Año                     | Lugar                         | Medalla                 | Categoría               |
| ----------------------- | ----------------------------- | ----------------------- | ----------------------- |
| 2004                    | Isla de Margarita (Venezuela) | Medalla de bronce       | –63 kg                  |